# Gunnar Ekelöf-sällskapet
Gunnar Ekelöf-sällskapet bildades i mars 1989 med målsättningen att främja intresset för Gunnar Ekelöfs diktning. Sällskapet har bland annat publicerat tidigare outgivet material av Ekelöf, framför allt i form av inspelade intervjuer och uppläsningar på CD samt två volymer litteraturkritik "Kritiker i BLM" och "Kritiker i Norrländska Socialdemokraten, Vi och Dagens nyheter". Den senaste utgåvan är en bok med Ekelöfs intervjuer och enkätsvar. Ordförande för sällskapet under 2016 är Anna Säflund-Orstadius och Astrid Bäckström.
Sedan 2001 delar man ut Ekelöfpriset.